# Aubrieta x cultorum
Aubrieta x cultorum é uma variedade de planta perene, híbrida do género Aubrieta, muito utilizada em jardins, apreciada pelas suas flores cor-de-rosa, magenta, fúcsia, azul-violeta, púrpura, brancas ou esbranquiçadas que formam um tapete espesso sobre solos rochosos e facilmente drenáveis.